# Nomgon, Selenge
Nomgon (tiếng Mông Cổ: Номгон) là một khu định cư kiểu đô thị ở sum Saikhan, tỉnh Selenge, miền bắc Mông Cổ. Vào năm 2000, dân số của khu định cư là 2.200 người. Thị trấn Khötöl nằm cách đó 14 km về phía đông nam.